# Eberardo Villalobos
Eberardo Marcelino Villalobos Schade (Osorno, 10 de diciembre de 1905-Santiago, 23 de junio de 1964) fue un futbolista chileno que jugaba de delantero centro.
Desarrollo su carrera futbolística en Rangers F.C. de Osorno y Colo-Colo en el fútbol chileno.
Participó como seleccionado nacional en la Copa Mundial de Fútbol de 1930.

## Trayectoria
Nació en Osorno en 1905. Sus padres fueron Marcelino Villalobos, uno de los voluntarios bomberiles más antiguos de Osorno y Teresa Schade. Estuvo casado con Elba Neira Becker.
Empezó jugando al fútbol en el Rangers F.C. de Osorno. Después fue solicitado como refuerzo por Colo-Colo para participar en la gira en Perú. Después de esto se integró como jugador estable del plantel, siendo parte del equipo que conquisto dos títulos de la Liga Central de Football de Santiago.
Posteriormente volvió a su ciudad natal para volver a jugar en el Rangers F.C., estuvo durante tres temporadas en el club y mientras estaba en este club, fue nominado a la selección que participaría en el mundial. Luego en 1933 volvió a Colo-Colo, participando en ese año solamente en el Campeonato de Apertura, torneo en el que se alzarían con el título.
En 1930 junto al Osornino Guillermo Subiabre fueron titulares inamovibles del elenco dirigido por el técnico húngaro Jorge Orth. Formaban una dupla letal, se conocían bien de los barrios osorninos y jugaban de memoria, disputando los tres encuentros del Mundial por Chile. A su regreso al país, la Municipalidad de Osorno le otorgó, el 8 de agosto de 1930 una Medalla de Oro, de manos del Alcalde Arturo Bertín, para proceder a los festejos organizados para su recibimiento, los que se llevaron a cabo en el Estadio Hollstein, situado en el barrio Chuyaca.
Luego se mantuvo jugando de forma amateur en el “Osorno Atlético”, llegando a participar en el Campeonato Nacional Amateur.
Falleció en Santiago, en 1964, siendo sepultados sus restos en el Mausoleo de los "Viejos Cracks" del club "Colo-Colo".

## Selección nacional
Fue internacional con la selección chilena durante el año 1930, teniendo participación en una edición de la Copa Mundial de Fútbol. Jugó tres partidos oficiales.
Fue nominado por primera vez para viajar al Mundial en tierras charrúas, se destacó como una de las figuras de Chile en el torneo. En el partido inaugural asistió de cabeza a Carlos Vidal en el primer gol y  gesto también el segundo gol luego de enviar un centro al área y que este fuera conectado por Manuel Rosas, frente a Francia fue uno de los más desequilibrantes y ante Argentina no pudo desequilibrar como en los anteriores partidos. La prensa uruguaya, comentaba: "Fue quien le imprimió al ataque, el orden y la conexión necesaria, haciendo juego alto o bajo, según las circunstancias, abriendo con inteligencia cuando la defensa adversarias se cerraba como lógica consecuencia del dominio chileno".

### Participaciones en Copas del Mundo
| Torneo               | Sede    | Resultado    | Partidos |
| -------------------- | ------- | ------------ | -------- |
| Copa Mundial de 1930 | Uruguay | Primera fase | 3        |
| Total                | Total   | Total        | 3        |

### Partidos internacionales
| 1     | 16 de julio de 1930 | Gran Parque Central, Montevideo, Uruguay | Chile      | 3-0 | México  | Copa Mundial 1930 |
| 2     | 19 de julio de 1930 | Estadio Centenario, Montevideo, Uruguay  | Chile      | 1-0 | Francia | Copa Mundial 1930 |
| 3     | 22 de julio de 1930 | Estadio Centenario, Montevideo, Uruguay  | Argentina  | 3-1 | Chile   | Copa Mundial 1930 |
| Total |                     |                                          | Presencias | 3   |         |                   |

## Clubes
| Club                  | País  | Año         |
| --------------------- | ----- | ----------- |
| Rangers F.C. (Osorno) | Chile | 1926 - 1928 |
| Colo-Colo             | Chile | 1928 - 1929 |
| Rangers F.C. (Osorno) | Chile | 1930 - 1932 |
| Colo-Colo             | Chile | 1933        |

## Palmarés

### Torneos locales
| Título                                             | Club      | País  | Año  |
| -------------------------------------------------- | --------- | ----- | ---- |
| Serie F de la Liga Central de Football de Santiago | Colo-Colo | Chile | 1928 |
| Liga Central de Football de Santiago               | Colo-Colo | Chile | 1929 |

### Torneos nacionales
| Título                 | Club      | País  | Año  |
| ---------------------- | --------- | ----- | ---- |
| Campeonato de Apertura | Colo-Colo | Chile | 1933 |